# Zavétnoye (Krasnodar)
Zavétnoye (del ruso: Заве́тное) es un posiólok del raión de Krasnoarméiskaya, en el sur de Rusia. Está situado en el delta del Kubán, 11 km al suroeste de Poltávskaya y 81 al noroeste de Krasnodar, la capital del krai. Tenía 231 habitantes en 2010
Pertenece al municipio Protichkinskoye.